# مالك رياض
مالك رياض (بالإنجليزية: Malik Riaz)‏‏ (8 فبراير 1954 في إسلام آباد - ) شخصية أعمال من باكستان.